# Wadde hadde dudde da?
Wadde hadde dudde da? ist ein Popsong von Stefan Raab. Er trat damit als deutscher Beitrag beim Eurovision Song Contest 2000 auf und belegte den fünften Platz. 

## Entstehung und Musikstil
„Wadde hadde dudde da?“ ist eine Art der Verniedlichung der Frage „Was hast du denn da?“. Die Grundidee kam Raab nach eigener Aussage dadurch, dass er bei einem Spaziergang mit seinen Hunden einer älteren Dame, ebenfalls mit Hund, in einem Park begegnete. Der fremde Hund habe etwas Undefinierbares im Maul gehabt, woraufhin die Halterin sich zu ihm hinabbeugend Wadde hadde du de da? gefragt habe.
Es handelt sich bei dem Lied an sich um einen Popsong, der sowohl deutsche als auch englische Abschnitte enthält. Der Musikstil ist der Disco-Musik-Epoche der 1970er Jahre mit den dafür typischen Streicher- und Bläservariationen nachempfunden.

## Eurovision Song Contest
Stefan Raab qualifizierte sich mit seinem Titel Wadde hadde dudde da? über die deutsche Vorentscheidung Countdown Grand Prix 2000 mit 57,4 % der Stimmen für den Eurovision Song Contest 2000 in Stockholm.
Es war Raabs zweiter Grand-Prix-Beitrag, nachdem er bereits zuvor Guildo Horns Guildo hat euch lieb! geschrieben und produziert hatte. Mit 96 Punkten erreicht er mit Wadde hadde dudde da? den fünften Platz beim ESC 2000. Raab und die anderen fünf Personen auf der Bühne trugen beim Auftritt Cowboyhüte und weiß-gelbe, goldverzierte Kleidung.
Punktevergabe für Deutschland:
| Anzahl | Punkte | Land                                                                   |
| ------ | ------ | ---------------------------------------------------------------------- |
| 3×     | 12     | Österreich, Schweiz, Spanien                                           |
| 1×     | 10     | Frankreich                                                             |
| 2×     | 08     | Lettland, Niederlande                                                  |
| 0×     | 07     |                                                                        |
| 2×     | 06     | Belgien, Island                                                        |
| 2×     | 05     | Irland, Vereinigtes Königreich                                         |
| 1×     | 04     | Russland                                                               |
| 1×     | 03     | Norwegen                                                               |
| 2×     | 02     | Dänemark, Finnland                                                     |
| 1×     | 01     | Kroatien                                                               |
| 8×     | 0      | Estland, Israel, Malta, Mazedonien, Rumänien, Schweden, Türkei, Zypern |

Die Fernsehmoderatorin Anna Planken bescheinigte als Absolventin der Skandinavistik die lautmalerische Nähe des Titels zu skandinavischen Sprachen. Zwar fand die Veranstaltung in der schwedischen Hauptstadt Stockholm statt, allerdings erhielt der Titel von den skandinavischen Ländern Norwegen (3 Punkte), Dänemark und Finnland (jeweils 2 Punkte) sowie Schweden (0 Punkte) nur 7 von 48 möglichen Punkten. Island, dessen Landessprache ebenfalls eine nordgermanische Sprache ist, vergab 6 Punkte.

## Musikvideo
Das Musikvideo ist im Stil eines Fernsehauftritts der 1970er Jahre gehalten und beginnt durch eine Einleitung der Moderatorin Marlene Lufen mit den Worten: „Guten Abend, meine Damen und Herren. Nun gibt es wieder Show und Musik mit Ihrem Entertainer Stefan Raab. Heute steht alles unter dem Motto: Wadde hadde dudde da?“
Danach stellt ein weiterer Moderator (Ralf Günther) Stefan Raab vor. In dem Musikvideo tanzt und singt Raab auf einer Bühne, zusammen mit einem Gitarristen, dem Drummer Herbert Jösch sowie den Tänzerinnen Deborah Formica und Simone Junggeburth. Zudem werden Szenen gezeigt, in denen Raab in Strumpfhosen zusammen mit anderen Tänzern tanzt. Dabei handelt es sich um Videomontagen mit Ausschnitten aus TV-Sendungen der DDR wie z. B. Glückwunsch-Antenne, in die Raab nachträglich hineingeschnitten wurde. Im Video singt Raab in ein Sennheiser-MD-441-Mikrofon.

## Rezeption
Stefan Raab sang das Lied auch in der ZDF-Hitparade am 11. März 2000 außer Konkurrenz.
Chartplatzierungen
| ChartsChartplatzierungen | Höchstplatzierung | Wochen |
| ------------------------ | ----------------- | ------ |
| Deutschland (GfK)        | 2 (9 Wo.)         | 9      |
| Österreich (Ö3)          | 34 (1 Wo.)        | 1      |
| Schweiz (IFPI)           | 33 (5 Wo.)        | 5      |